# 中村古峡
中村 古峡（なかむら こきょう、1881年2月20日-1952年9月12日）は日本の文学者、心理学者。
本名は蓊（しげる）。奈良県出身

## 経歴
一高を経て、東京帝国大学文学部に入学。心理学を専修する一方で、夏目漱石の門下生となった。1922年、41歳にして、東京医専に入学する。卒業後は、千葉医科大学の研究所に勤務する一方、弟が精神病であったことから心理学研究に関心を持ち、1917年5月日本精神医学会を設立して会長となり、雑誌『変態心理』を創刊した。同誌は1926年10月まで刊行された。
1929年には自ら診療所を開業した。この診療所が現在の中村古峡記念病院である。
心理学者としても、二重人格の研究などの業績がある。

## 著作
- 『殻』 (自伝的長編小説) 春陽堂 1913
- 『仙南仙北温泉游記』 古峡社 1916
- 『松島と金華山』 古峡社 1917
- 『変態心理の研究』 大同館書店 1919
- 『大本教の解剖』 日本精神医学会 1920
- 『少年不良化の経路と教育 (日本変態心理叢書)』 日本精神医学会 1921
- 『自殺及情死の研究 (日本変態心理叢書)』 日本精神医学会 1922
- 『迷信と邪教』 国史講習会 1922
- 『変態心理の人々』 大阪屋号書店 1926
- 『変態性格者雑考（変態文献叢書 第3巻）』 文芸資料研究会 1928
- 『変態心理と犯罪 (近代犯罪科学全集)』 武侠社 1929
- 『神経衰弱はどうすれば全治するか』 主婦之友社 1930
- 『ヒステリーの療法』 主婦之友社 1932
- 『神経衰弱と強迫観念の全治者体験談』 主婦之友社 1933
- 『変態心理と犯罪』 犯罪科学書刊行会 1934
- 『催眠術講義』 日本精神医学会 増補版 1936
- 『迷信に陥るまで-擬似宗教の心理学的批判』 大東出版社 1936
- 『天理教の解剖』 大東出版社 1937
- 『二重人格の女』 大東出版社 1937
- 『病弱から全健康へ』 日本精神医学会 1939 (発禁)
- 『流言の解剖』 愛之事業社 1942
- 『神経衰弱の正体』 羽田書店 1946
- 『強迫観念の全治法』 人文書院 1948

## 翻譯
- ハート 『狂人の心理』 日本精神医学会 1926
- ユング 『ユング論文集-連想実験法』 日本精神医学会 1927
- フロイド 『世界大思想家全集 22. 精神分析』 春秋社 1929
- ユング 『世界大思想家全集 44. 生命力の発展』 春秋社 1931

## 論文
- 「不良少年と二重人格」 『心理研究』 第11巻 1917

## 参考
- 『日本心理学者事典』クレス出版、2003年。ISBN 4-87733-171-9。
- 曽根博義 「『変態心理』と中村古峡」 日本大学文学会 『語文』 第100号 1998
- 小田晋ほか編 『「変態心理」と中村古峡』 不二出版 2001